# دصيور غينيا الجديدة
دصيور غينيا الجديدة (باللاتينية: Dasyurus albopunctatus) هو نوعٌ من الدصيور، وثاني أكبر حيوانٍ جرابيٍّ لاحمٍ يعيش في جزيرة غينيا الجديدة.

## التصنيف
ينتمي دصيور غينيا الجديدة إلى فصيلة الدصيوريات، وهي مجموعةٌ من الجرابيَّات اللاحم تضمُّ أيضاً شيطان تسمانيا والنمر التسماني. وهو أحد ستِّ أنواعٍ باقية على قيد الحياة من الدصيور، وواحدٌ من نوعين موجودين في جزيرة غينيا الجديدة (الآخر هو الدصيور البرونزي). يعتبر هذا الحيوان قريباً وثيق الصِّلة جينياً بالدصيور الغربي الذي يعيش في قارة أستراليا.

## الوصف
دصيور غينيا الجديدة حيوانٌ صغير الحجم، يزنُ عادةً أكثر بقليلٍ من نصف كيلوغرام. جسده أسود أو بني اللون ومُغطَّى ببقعٍ بيضاء، أما ذيله ففاتح اللَّون وغير مُبقَّع. أسفل أقدامه مُغطَّى بخطوطٍ عرضيَّة، وهو على الأرجح تكيُّفٍ للإمساك بأغصان الأشجر يدلُّ على أن النوع كان يقضي الكثير من وقته بالتنقل على الشجر. يعيش هذا الحيوان في أنحاءٍ مختلفة من غابات غينيا الجديدة، بمناطق يتراوح ارتفاعها عن سطح البحر ما بَين 900 إلى 3300 متر.

## الحياة
يتغَّذى دصيور غينيا الجديدة على فئةٍ واسعة من الطرائد، منها الجرذان والطيور والسحالي والحشرات. وهو يصطاد أحياناً حيواناتٍ أكبر منهُ حجماً. يُمكن لهذا الكائن تسلُّق الأشجار بسهولة، لكنَّه يقضي معظم وقته على الأرض. ينشط ويصطاد هذا الدصيور في اللَّيل، لكنَّه يقضي النهار غالباً بالتشمُّس. وهو يعيش داخل جحورٍ صخريَّة أو في جذوع أشجارٍ مُجوَّفة. أطول مدة عاشها أحد هذه الحيوانات في الأسر هي ثلاث سنوات، لكنَّ طول عُمرها في البرية غير معروف.